# Mèrcus, Garravet e Amplanh
Mèrcus, Garravet e Amplanh (en francès Mercus-Garrabet) és un municipi francès del departament de l'Arieja i la regió d'Occitània.